# 로보트 킹
"로보트 킹"(영어: Robot King)은 한국에서 제작된 배영랑 감독의 1981년 애니메이션, 가족, SF 영화이다.

## 스태프
- 원작: 고유성 (언급되지 않음)
- 제공: 선—푸로덕숀
- 제작: 박경삼
- 총지휘: 박종희
- 구성: 김동택, 김영수
- 원화: 최화종, 백승덕 (「백성덕」명의)
- 동화: 박종국, 엄이용
- 선화: 김경숙, 황정옥
- 채색: 송옥자, 김순덕, 장혜정
- 특수효과: 배상준 (「배상중」명의), 김순칠
- 음악: 정민섭
- 미술: 정세권
- 촬영: 박민호, 홍준표
- 녹음: 유창국
- 편집: 현동춘
- 현상: 세방현상주식회사
- 감독: 배영랑

## 주제가 (언급되지 않음)
- 작사·작곡: 정민섭
- 노래: 정여진, 별셋

## 같이 보기
- 자이언트 로보